# Gagarin (cidade)
Gagarin é uma cidade da Rússia, o centro administrativo de um raion do Oblast de Smolensk. A cidade tem estação na linha ferroviária Moscou-Smolensk.
Iuri Gagarin nasceu e cresceu perto da cidade, em Kluchino, por isso em sua honra a cidade foi rebatizada em 1968. O nome antigo era Gzhatsk (Гжатск).

## Cidadãos ilústres
- Nikolai Noskov 1956 - cantor russa